# Colletes howardi
Colletes howardi är en solitär biart som beskrevs av Swenk 1925. Den ingår i släktet sidenbin och familjen korttungebin. Inga underarter finns listade i Catalogue of Life.

## Beskrivning
Huvudet och mellankroppen har kort, tät, brungul päls, som vitnar mot sidorna. Generellt är den ljusare hos hanen.
Vingarna är genomskinliga, svagt gula hos honan, och med orangefärgade ribbor. Bakkroppen är svart, men tergiterna, segmenten på ovansidan, har beige hårband längs bakkanterna. Kroppslängden hos honan är mellan 9 och 12 mm, hos hanen omkring 10 mm.

## Ekologi
Colletes howardi flyger i september och söker föda främst hos blommor av släktet Dalea hos ärtväxternas familj.

## Utbredning
Arten förekommer i södra North Carolina. Nyligen (2009) har den dock även påträffats i Florida.